# Richardson (Texas)
Pour les articles homonymes, voir Richardson.
Richardson est une ville du Texas, dans les comtés de Dallas et de Collin aux États-Unis. Sa population s’élevait à 99 223 habitants lors du recensement de 2010, estimée à 113 347 habitants en 2016.

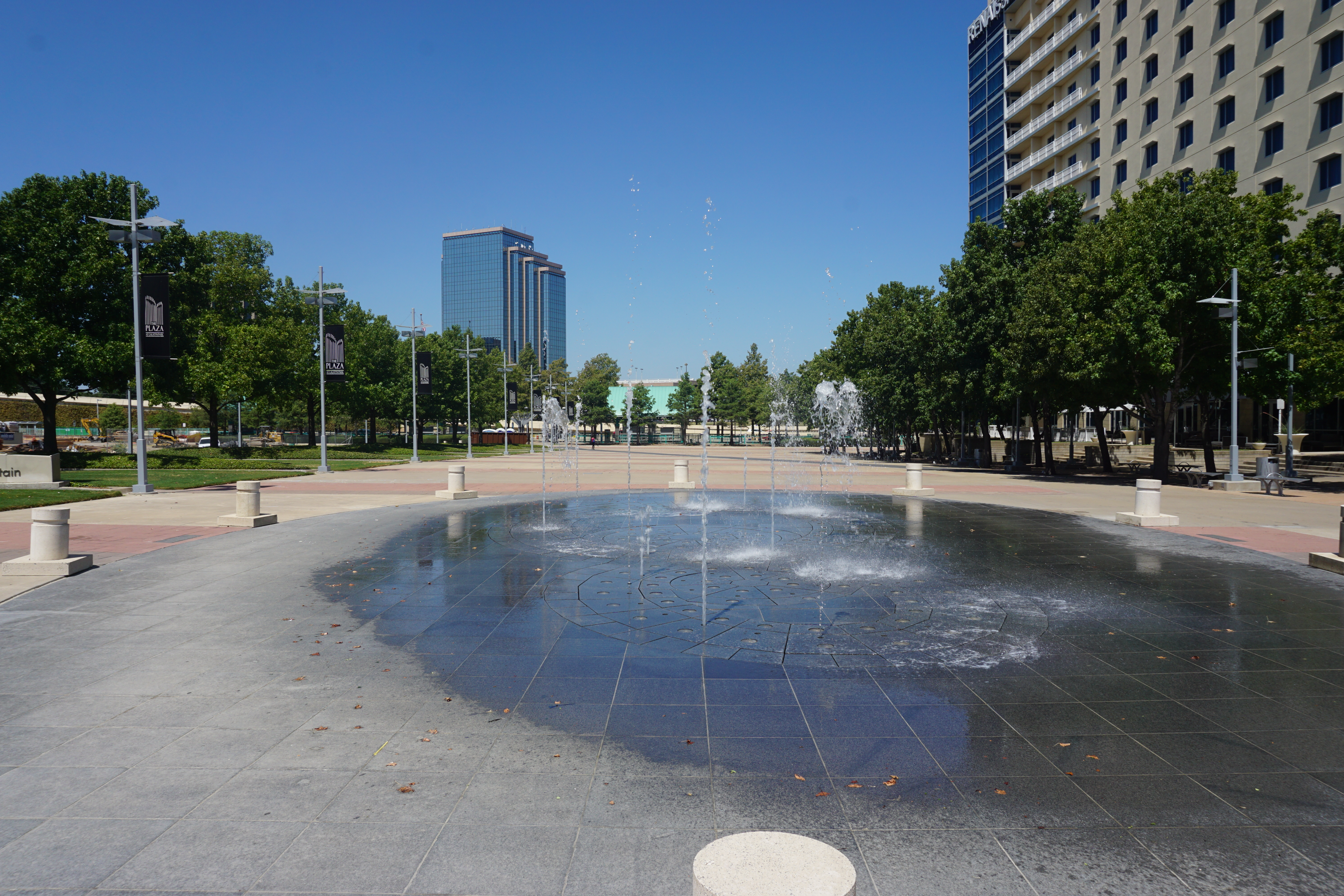
Une place près de la gare de Galatyn Park en 2019

Elle abrite l'université du Texas à Dallas.

## Personnalité liée à la ville
- Faris McReynolds (né en 1977 à Richardson), artiste et musicien ;
- Jensen Ackles, acteur (Supernatural, Ten Inch Hero (de), Des jours et des vies). Il a passé toute son enfance à Richardson avant de rejoindre la Californie.

## Dans la Culture Populaire
- L'Episode 17 de la Saison 1 de Supernatural se déroule à Richardson

## Source
- (en) Cet article est partiellement ou en totalité issu de l’article de Wikipédia en anglais intitulé « Richardson, Texas » (voir la liste des auteurs).

1. ↑  « U.S. Census Bureau QuickFacts: Richardson city, Texas », Bureau du recensement des États-Unis (consulté le 3 août 2024)